# Kolibriji
Kolíbriji (znanstveno ime Trochilidae) so družina majhnih ptic. Zaradi hitrega prhutanja s svojimi krili (15 do 80 nihajev na sekundo, kar je odvisno od velikosti ptice) so sposobni lebdeti v zraku. So edine ptice, ki lahko letijo nazaj. Tradicionalno jih uvrščamo v red hudournikov Apodiformes. Po Sibley-Ahlquistovi taksonomiji pa pripadajo samostojnemu redu kolibrijev Trochiliformes, vendar je taka uvrstitev slabo podprta s podatki.
Nobena vrsta kolibrijev ne živi v Evropi. Živijo le v obeh Amerikah (od Kanade in Aljaske do otočja Ognjena dežela na skrajnem jugu Južne Amerike) ter v Karibih. Obstaja med 325 in 340 vrst kolibrijev, odvisno od sistematike, ki so razvrščene v dve poddružini: puščavniki (Phaethornithinae), kjer je 34 vrst v šestih rodovih, ter pravi kolibriji (Trochilinae) s preostalimi vrstami.Živijo 3 do 12 let.